# Herbert Hall Turner
Herbert Hall Turner (13 août 1861 - 20 août 1930) est un astronome et sismologue britannique.

## Biographie
Herbert Hall Turner naît à Leeds, il fait ses études secondaires à Clifton School, puis étudie au Trinity College (Cambridge) avec, entre autres, George Darwin. Il devient l'assistant du Astronomer Royal à l'observatoire de Greenwich en 1884 où il reste jusqu'en 1893. De 1893 à 1932 il occupe la chaire savilienne d'astronomie et est directeur de l'observatoire Radcliffe à Oxford.
Pendant cette période il effectue plusieurs voyages, en particulier pour observer des éclipses, en Inde de l'est en 1886, en Russie centrale en 1887, au Japon en 1898, à Alger en 1900 et en Égypte en 1905. Il est l'un des premiers à apprécier le travail de Seth Carlo Chandler en Angleterre.
Turner a aussi un rôle actif dans plusieurs organismes nationaux ou internationaux, entre autres, il est membre de l'Union astronomique internationale, secrétaire général de la British Association for the Advancement of Science, président de la Royal Astronomical Society de 1903 à 1905.

## Travaux
Herbert Hall Turner améliore notablement les techniques de calcul utilisées pour dériver la position d'une étoile d'une photographie. À ses débuts les coordonnées sphériques sont utilisées, y compris pour le travail sur photographie, ce qui conduit à des calculs laborieux. Il fait une avancée dans ce domaine en montrant dans une série d'articles que l'utilisation des coordonnées cartésiennes permet l'utilisation de formules simples lors de la prise en compte des corrections : la réfraction, nutation, aberration, etc. De plus il montre que toutes ces corrections peuvent être combinées et déterminées par la résolution d'une équation linéaire simple.
Responsable de la Carte du Ciel pour l'observatoire d'Oxford à partir de 1893, il utilise les méthodes de calcul qu'il a développées. Oxford est le premier observatoire à avoir complété la zone qui lui a été allouée, suivi de l'observatoire de Cambridge qui lui aussi utilise les méthodes de Turner.
Ami de John Milne, il se tourne vers la sismologie, fait des études statistiques des tremblements de terre. Il est crédité de la découverte des séismes profonds[Quoi ?].
Il est aussi crédité de l'invention du terme parsec, bien que cette unité de longueur ait déjà été utilisée avant qu'il ne lui donne le nom qu'elle porte actuellement.
Il meurt à Stockholm le 20 août 1830, quatre jours après une attaque cérébrale, alors qu'il donne une conférence à un meeting de la section de sismologie de l'Union géodésique et géophysique internationale.

## Distinctions et récompenses
- Médaille Bruce en 1927
- Membre de la Royal Society le 3 juin 1897
- L'astéroïde (1186) Turnera est nommé en son honneur.